# Vila Nova de Foz Côa
Vila Nova de Foz Côa là một huyện thuộc tỉnh Guarda, Bồ Đào Nha. Huyện này có diện tích 398 km², dân số thời điểm năm 2001 là 8494 người.